# Danĝera Ul'
Danĝera Ul' è un album musicale di Jacques Le Puil (Ĵak Lepŭil' nella translitterazione esperanto) del 1977 realizzato in lingua esperanto con il patrocinio dell'Organizzazione delle Nazioni Unite e pubblicato attraverso l'etichetta discografica La nuova frontiera eldonejo.
Le canzoni sono cover di brani, tradotti in esperanto da Georges Lagrange, di autori francesi quali Pierre-Jean de Béranger, Maxime Le Forestier, Boris Vian.

## Tracce
1. Dli morti toi
2. Homa vivo
3. Vilaĝano
4. Prizonoj
5. Tion neniam vidis mi
6. La dizertonto
7. Paraŝutisto
8. Danĝera ul'
9. Leteroj
10. Kion vi lernis en lernej'?
11. Botel' da vin'

## Musicisti
- Ĵak Lepŭil': voce solista, chitarre acustiche, percussioni
- Alessandro Esseno: pianoforte, organo hammond, minimoog, percussioni, cori
- Mario Milan: chitarre acustiche ed elettriche